# Monster Strike
Monster Strike (em japonês:  モンスターストライク Monsutā Sutoraiku) É um jogo eletrônico de física com elementos de RPG, jogos de estratégia e multiplayer cooperativo. É desenvolvido por Mixi para as plataformas iOS e Android. O jogo foi co-criado por Yoshiki Okamoto. No Japão, seu nome é muitas vezes abreviado para “Monst” (em japonês:  モンスト Monsuto). Em 30 de junho de 2015, o jogo tem um faturamento diário de US $ 4,2 milhões. Um RPG mais tradicional de Monster Strike foi lançado para o Nintendo 3DS em dezembro de 2015.